# ソージャナーズ
ソージャナーズ（Sojourners）もしくはソージャナーズ・コミュニティは、 ジム・ウォリスが主宰するキリスト教福音派左派の共同体組織、またその機関誌の名称。名称には、天国へ向かうキリスト者は、地上の「寄留者」であるという意味を込めている。アメリカ、ワシントンD.C.において1971年に設立された。月刊誌『Sojourners（ソージャナーズ）』と週刊のメールマガジン『SojoMail』を発行している。
彼らは、聖書の求めるキリスト者の霊的刷新、成長と社会的正義の追求は一体のものだと考える。『ソージャナーズ』誌の論調は、福音主義者の視点から、キリスト者は、いわゆる宗教右派が口をつぐむ貧困、戦争などの社会的矛盾について積極的にその解決にかかわるべきだ、というものである。
ソージャナーズのスローガンは、「左派からではなく、右派からではなく、聖霊から」というものであるが、現実的には、アメリカの保守的な経済政策や外交政策を批判するものになっているため、政治的には左派による告発に近い形になっている。しかし、中絶問題などの社会問題には保守派と一致するものもある。それは、聖書の旧約律法の「殺してはならない」に従った考え方であるが、外部には彼ら自身がより穏健派でありたいという考えが反映されているとみなされている。彼らのホームページにも「ソージャナーズが述べ伝えるのは政治的な正しさではなく、政治を行うに当たって必要な思いやりや共同性や問題解決にかかわる姿勢である。」と書かれている。『ソージャナーズ』誌はアメリカの進歩的なキリスト者に広く読まれている雑誌である。